# Julian Popow
Julijan Georgiew Popow, bułg. Юлиан Георгиев Попов (ur. 21 września 1959 w Sofii) – bułgarski dziennikarz, pisarz, tłumacz i konsultant, w 2013 oraz w latach 2023–2024 minister ochrony środowiska i zasobów wodnych.

## Życiorys
Ukończył filologię bułgarską na Uniwersytecie Sofijskim im. św. Klemensa z Ochrydy. Pracował jako dziennikarz i recenzent w bułgarskich gazetach, w latach 1985–1990 zatrudniony w redakcji magazynu „Fakeł”. W tym okresie przełożył na bułgarski dzieła Daniiła Charmsa i Dmitrija Prigowa, był edytorem kolekcji dzieł Władimira Wysockiego. Prowadził galerię artystyczną we własnym mieszkaniu. Po 1989 był też dyrektorem muzeum im. Angeła Karalijczewa i dyrektorem wykonawczym Nowego Uniwersytetu Bułgarskiego. W 1994 wyemigrował na stałe do Londynu; uzyskał brytyjskie obywatelstwo, z którego zrezygnował w 2013. Zajął się publicystyczną, opublikował jako autor i współautor kilka książek. W 2006 założył bloga o tematyce politycznej. Wstąpił do Partii Konserwatywnej, dwukrotnie kandydował w wyborach samorządowych w Londynie. Jego artykuły dotyczące m.in. głównie polityki europejskiej, energii i zrównoważonego rozwoju publikowano m.in. w „Gazecie Wyborczej”, „Dzienniku”, „Financial Times” i „European Voice” oraz w serwisach internetowych BBC i Al-Dżaziry. Działał w organizacjach pozarządowych zajmujących się zrównoważonym rozwojem, ochroną środowiska i szkoleniami osób publicznych, występował jako przeciwnik dyskryminacji Romów. Został niezależnym konsultantem, z którego usług korzystały m.in. Komisja Europejska, Rada Europy, Europejski Bank Odbudowy i Rozwoju oraz Bank Światowy.
W marcu 2013 objął stanowisko ministra ochrony środowiska i zasobów wodnych w przejściowym gabinecie Marina Rajkowa; zajmował je do maja tegoż roku. Powrócił do działalności eksperckiej, został doradcą Europejskiej Fundacji Klimatycznej. W czerwcu 2023 po raz drugi został ministrem ochrony środowiska i zasobów wodnych, dołączając do rządu Nikołaja Denkowa. Funkcję tę pełnił do kwietnia 2024.

## Życie prywatne
Żonaty, ma dwoje dzieci.